# Odynerus argentatus
Odynerus argentatus är en stekelart som först beskrevs av Fabricius.  Odynerus argentatus ingår i släktet lergetingar, och familjen Eumenidae. Inga underarter finns listade i Catalogue of Life.